# Semblançay
Semblançay – miejscowość i gmina we Francji, w Regionie Centralnym, w departamencie Indre i Loara.
Według danych na rok 1990 gminę zamieszkiwało 1489 osób, a gęstość zaludnienia wynosiła 42 osoby/km² (wśród 1842 gmin Regionu Centralnego Semblançay plasuje się na 265. miejscu pod względem liczby ludności, natomiast pod względem powierzchni na miejscu 234.).